# Yeste
Yeste es una localidad y municipio español situado en la parte occidental de la comarca de la Sierra de Segura, en la provincia de Albacete, comunidad autónoma de Castilla-La Mancha. Limita con los municipios albaceteños de Vianos —por un exclave—, Riópar, Molinicos, Elche de la Sierra, Letur y Nerpio, y con los municipios jienenses de Santiago-Pontones, Segura de la Sierra —también por un exclave— y Siles. Por su término discurren los ríos Segura, Zumeta,Taibilla y Tus.
El municipio yestero comprende los núcleos de población de Yeste —capital municipal—, Alcantarilla, Arguellite, Fuentes, Góntar, Graya, Jartos, Moropeche, Paúles, Rala, Raspilla, Sege, Tindavar,Tus, Chorreones y Majada Carrasca.
Entre su patrimonio histórico destaca el castillo y la iglesia en Yeste y numerosas atalayas medievales de las aldeas, y a nivel paisajístico y natural los ríos que discurren por el municipio y sus valles, el embalse de la Fuensanta y el parque natural de los Calares del Mundo y de la Sima. Sus fiestas más importantes son las de San Bartolomé en agosto y la Feria de Tradiciones Populares, en octubre.

## Geografía
Yeste está enclavado en plena Sierra del Segura, que toma el nombre del río Segura. Administrativamente, también pertenece a dicha comarca, que oficialmente recibe el nombre de Mancomunidad de Municipios de la Sierra del Segura. Además, históricamente ha estado relacionado con algunos municipios de la comarca. Limita al norte con los municipios de Vianos (Sierra de Alcaraz), Riópar y Molinicos; por el este con Elche de la Sierra y Letur; al sur con Nerpio y Santiago-Pontones (el último de la Provincia de Jaén); y al oeste, con Segura de la Sierra y Siles (ambos de Jaén).
Las grandes ciudades más cercanas son Albacete, a 132 km por carretera, y Murcia, a 158. Sin embargo, la localidad que actúa como centro administrativo más cercano es Hellín, a 68 km, por tener el hospital, ser sede del partido judicial y prestar otros servicios que no están en Yeste.

### Orografía
El terreno de Yeste es muy montañoso y abrupto. El centro urbano está a unos 877 m, sin embargo, la altura varía desde poco más de 500 m hasta casi 1900 m. Recorriendo el municipio de norte a sur, la orografía sería la siguiente: el Calar del Mundo (desde el límite con Riópar) y el Molejón de Morepeche, el valle del río Tus, la sierra de Ardal, el valle del río Segura y la sierra de Góntar. De oeste a este, se encuentra en primer lugar el Calar de la Sima (desde el límite con Andalucía), y conforme se avanza al oeste la altura desciende hasta llegar al embalse de la Fuensanta.
En el Calar del Mundo destaca el Argel a 1698 m sobre el nivel del mar (el más alto), el Cerro Viboreros y el Puntal de la Encomienda. En el Calar de la Sima, el más famoso es el Cerro de las Mentiras (1896 m), punto vulgarmente conocido como el más alto del municipio (pero es falso y de ahí deriva su nombre); siendo realmente el más alto el Pico Banderas (a 1898 m) donde se encuentra el vértice geodésico. En la sierra de Ardal el punto más alto es el Monte Ardal, a 1435 m. En la sierra de Góntar el más relevante es Cabeza Rasa (1604 m) y en el Molejón (se considera a veces parte del Calar del Mundo) el punto más alto es el Collado del Puerto (casi 1500 m).
El punto más bajo está a unos 550 m (más abajo de la presa del embalse, que está a 600 m). La notable diferencia de altura según la parte del municipio hace variar la vegetación, así como la temperatura, los niveles de lluvia o las heladas en invierno.

### Hidrografía
Todo el territorio está integrado en la parte alta de la Cuenca del Segura, de la vertiente mediterránea. Son muchos los arroyos y cursos de agua que discurren por el municipio, y todos ellos confluyen antes o después con el Segura. Además, son otros tres ríos, afluentes del río Segura, los que también bañan el municipio, Tus, Taibilla y Zumeta.

#### Río Segura
El Segura es el río que da nombre a la sierra y a la comarca. Nace en el municipio de Santiago-Pontones, en la vecina comarca homónima andaluza. Es el curso de agua principal. Entra al municipio por la parte suroeste, concretamente en las Juntas de Miller, donde hay una central hidroeléctrica. Es en este punto en el que recibe el caudal del río Zumeta. El valle por el que discurre es amplio. Pasa cerca de las aldeas de Parolix, La Donal y la Graya, hasta llegar al embalse de la Fuensanta.

#### Río Tus

Antiguo cauce del río Tus, en un tramo hoy día parte del embalse de Fuensanta, durante un periodo de sequía.

El Tus nace por la confluencia los arroyos de la Fuente del Tejo, y el arroyo Andrés, dentro de Siles, a unos 1120 m sobre el nivel del mar. Su recorrido es corto, de 37 km. Al entrar en el término municipal, el cañón del río Tus recibe el nombre de "Estrecho del Infierno", que separa el Calar del Mundo del de la Sima. Recibe más adelante las aguas del arroyo de Tus. Da nombre al balneario de Tus, de aguas mineromedicinales. Una vez pasado dicho balneario, el valle es más amplio, hasta llegar al Embalse por la parte norte, donde vierte sus aguas al Segura.

#### Embalse de la Fuensanta
Fue construido entre 1929 y 1933 y tiene una capacidad de 210 hm³. Está a unos 600 m de altura sobre el nivel del mar.

## Naturaleza
En 2010 fue construido el Centro de Interpretación del parque natural de los Calares del Río Mundo y de la Sima, con la finalidad de dar a conocer a los visitantes los principales valores del parque. Está situado en la carretera que sube al monte Ardal, a apenas a un kilómetro del centro urbano. Cuenta con sala de proyecciones, maquetas, paneles y ordenadores interpretativos; así como la representación de una cueva.

## Historia

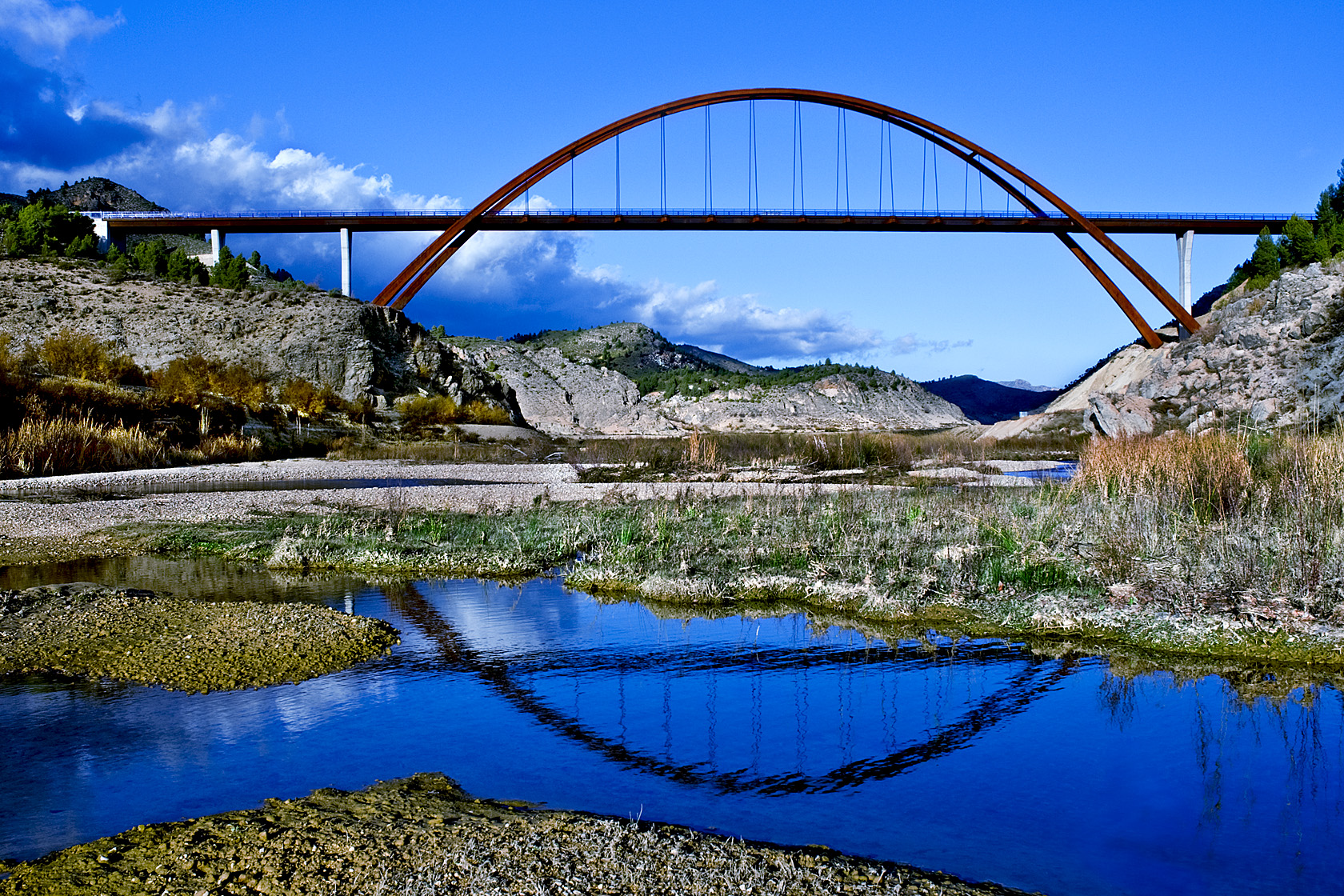
Vista del puente de La Vicaria, cerca de Yeste.

Los orígenes de la villa de Yeste nos son desconocidos. Se supone que fue una población islámica, dependiente sucesivamente de Taibilla, de Socovos y de Segura desde el siglo XI al XIII.
La villa fue conquistada por las tropas castellanas en los primeros meses de 1242 y fue concedida aquel mismo año a la Orden de Santiago como una aldea englobada en el término de Segura de la Sierra. Tras la conquista castellana del siglo XIII Yeste quedó encuadrada, por virtud de Tratado de Alcaraz de 1243, en el Reino de Murcia. Años más tarde, le fue concedido el privilegio de Villazgo y fue convertida en encomienda y vicaría de la Orden de Santiago, siendo centro político y religioso de una amplia comarca a la que pertenecían las poblaciones vecinas de Nerpio, Taibilla, Letur, Liétor, Férez, Moratalla y Socovos.
Integrada hasta el siglo XIX en el Reino de Murcia, su principal misión en la época bajomedieval fue la de mantener la defensa de la frontera con Granada y colaborar en la conquista de nuevas tierras; en este sentido sus habitantes participaron en multitud de hechos militares, entre los que destaca la conquista de Huéscar (en la provincia de Granada) en 1434 capitaneados por el comendador de Segura de la Sierra, Rodrigo Manrique, cuyas gestas y heroicidades han quedado resaltadas en las crónicas de aquel período.
Para facilitar el aumento de la población y la consiguiente defensa de la frontera, la villa fue dotada por los reyes y por los maestres de la orden con privilegios y exenciones de tributos que la convirtieron en un centro de atracción de pobladores y familias que buscaron los beneficios fiscales para establecerse en ellas. Esta situación favoreció su desarrollo demográfico y se mantuvo hasta los primeros años del siglo XVI, cuando los Reyes Católicos decidieron suprimir gran parte de estos privilegios, no sin graves enfrentamientos con sus habitantes, que llevaron en 1503 a un levantamiento general de la población contra la monarquía castellana reprimido militarmente.
A pesar de ello, Yeste había conseguido formar durante los siglos bajomedievales un extenso término casi despoblado que abarcaba también a las actuales tierras de Nerpio. La puesta en cultivo de amplias superficies en las aldeas de alrededor, además de la utilización de los pastos y montes para la ganadería, fueron la base del desarrollo demográfico experimentado por la villa durante el siglo XVI, que le permitió pasar de los 1300 habitantes que aproximadamente tenía en 1468, a los 5000 que vivían en ella en el año 1575. Este fuerte incremento demográfico fue acompañado de un gran desarrollo económico, es por ello, el período de la construcción de los principales monumentos que aún hoy existen en la villa.
Ya en el siglo XX, en Yeste se construyó el pantano de la Fuensanta entre 1929 y 1933 en el Estrecho del Infierno para el aprovechamiento de las aguas del Segura y del Tus. Para la construcción del pantano se expropiaron 723 ha de tierras fértiles.

#### Segunda República
La pérdida de las tierras y el impedimento para el transporte de la madera que supuso el pantano perjudicaron gravemente la economía local. En este contexto se produjeron los hechos de mayo de 1936 en los que, tras la ocupación comunal de unas tierras en La Graya y la posterior represión por parte de la Guardia Civil, hubo unos altercados en los que murieron diecisiete vecinos (entre ellos el teniente de alcalde, Andrés Martínez) y un guardia civil. Estos hechos tuvieron una amplia repercusión y estuvieron a punto de provocar una crisis del gobierno republicano poco antes del estallido de la Guerra Civil. La negativa de la Guardia Civil de la localidad a ser reemplazados por guardias de Asalto tras los sucesos ha planteado la posibilidad de que estuvieran ya implicados en la sublevación militar, hecho que finalmente se produciría en Yeste el 20 de julio de ese año mediante la declaración del estado de guerra por parte del instituto armado.
En su historia más reciente destacan los grandes incendios forestales de 1994 (de unas 14 000 ha) y otros varios anteriores, claramente intencionados para la compraventa de terrenos a precios más bajos por la exterminación de su alto valor forestal, pero que no hicieron más que socavar aún más la frágil economía que se apoyaba principalmente en el sector primario gracias al aprovechamiento forestal, ahora devastado. Según cuentan los vecinos, hubo una clara actuación de los medios gubernamentales en no sofocar este incendio, todo ello queda revelado en el programa Línea 900 de La 2. Y el incendio de 2017 (sobre unas 3500 ha) no menos importante, de origen aún desconocido.

## Geografía humana

### Demografía
Cuenta con una población de 2509 habitantes (INE 2024).
| Gráfica de evolución demográfica de Yeste entre 1842 y 2021                                                           |
| |
| Población de derecho según los censos de población del INE. Población de hecho según los censos de población del INE. |

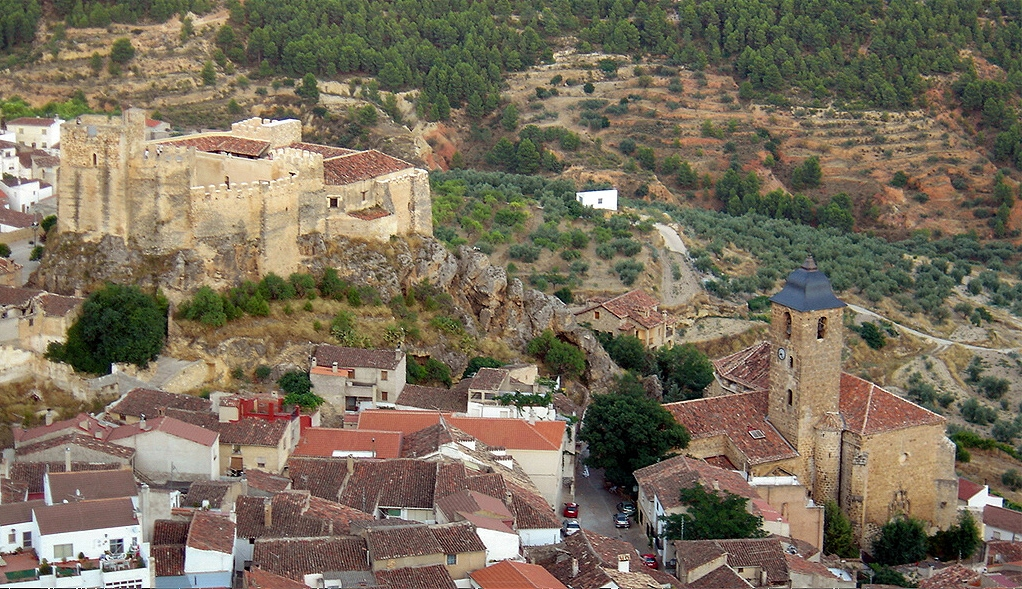
Vista de Yeste.

La evolución demográfica de Yeste sigue el modelo de los pueblos serranos de la provincia de Albacete: crecimiento bastante sostenido hasta 1950 (con un bajo relativo en 1940, atribuible a razones históricas) y decremento sostenido hasta la actualidad, en la que alternan las fases de pérdida de población con las de repunte y estabilidad demográfica.

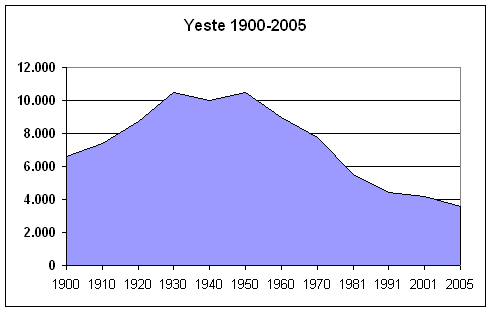
Evolución demográfica por decenios y datos 2005
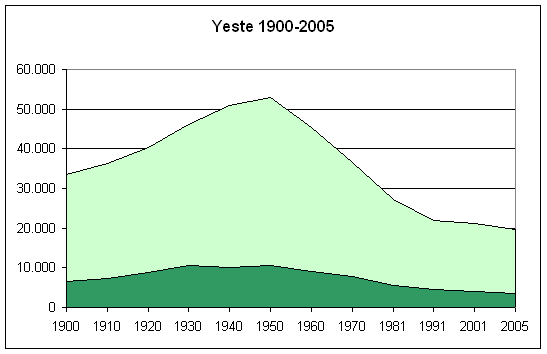
Evolución de Yeste (verde oscuro) en el contexto de la sierra del Segura (verde claro)
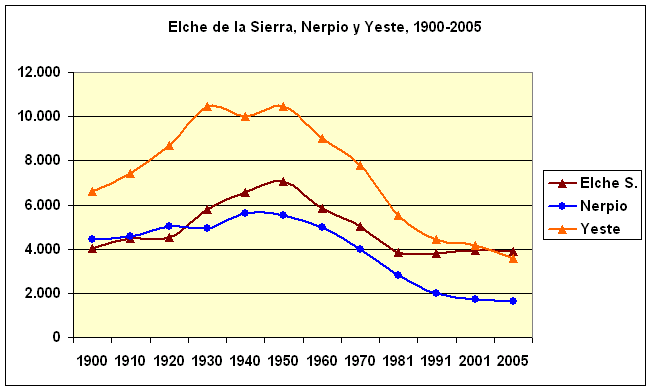
Evolución comparativa de Yeste (en naranja), Nerpio y Elche de la Sierra

### Pedanías
Yeste es la cabecera municipal (1475 habitantes en 2016) y, además, se compone de 13 pedanías. A su vez, estas pedanías se componen de pequeñas aldeas o caseríos. Contando todas las aldeas, Yeste tiene más de 100.
Las pedanías son las siguientes:
- Majada Carrasca: 77 habitantes.
- Arguellite: 80 habitantes.
- Fuentes: 124 habitantes.
- Góntar: 72 habitantes.
- Graya: 136 habitantes.
- Jartos: 96 habitantes.
- Moropeche: 199 habitantes.
- Paúles: 30 habitantes.
- Rala: 84 habitantes.
- Raspilla: 37 habitantes.
- Sege: 100 habitantes.
- Claras: 39 habitantes.
- Tus: 246 habitantes.

Algunas aldeas son Arroyo Morote, Cortijo de la Juliana, Llano de la Torre, Las Torres, Las Quebradas, Tejeruela, La Parrilla y Boche.

### Economía
Una gran parte de la economía se basa en el turismo rural, por la buena preservación del entorno y las tradiciones y por la variada oferta cultural y gastronómica. En el término municipal de Yeste hay más de 25 casas rurales, algún hotel, hostal y hospedería. También hay que destacar el hotel Balneario de Tus en el Hueco de Tus, cuyos orígenes datan del épocas romanas, y que se sabe que fue reedificado bajo la tutela del arzobispo de Valencia Martín Pérez de Ayala. Hay dos cámpines en todo Yeste. También son numerosos los bares y restaurantes existentes, no sólo en el pueblo de Yeste, sino que también en algunas de las pedanías. En relación con estos, cabe mencionar la jornada de la tapa, que se hace cada año en el mes de junio.

## Administración y política
El Ayuntamiento de Yeste tiene 11 concejales, por tanto para obtener la mayoría absoluta se necesitan 6 concejales.

### Elecciones municipales de 2007
En las elecciones municipales de 2007, ganó el PSOE, con 6 concejales; el PP obtuvo 5 concejales. Participó el 73 % de la población.

### Elecciones municipales de 2011
En las elecciones municipales de 2011, ganó el PSOE, obteniendo 6 concejales; mientras que el PP, como en las anteriores elecciones, obtuvo 5 ediles. Estíbaliz García se proclamó alcaldesa. Hubo una participación del 77 %.

### Elecciones municipales de 2015
En las elecciones municipales de 2015, el PSOE, obtuvo 6 ediles, el PP, bajó a 4, y el concejal restante fue de Yeste Se Mueve (YSM), un nuevo partido local. La alcaldesa fue Cortes Buendía. Participó el 72 % de la población del censo electoral.

### Elecciones municipales de 2019
En las elecciones municipales de 2019, el PSOE volvía a revalidar su mayoría absoluta aumentando a 7 concejales, manteniéndose el PP con 4. Participó el 73 % de la población del censo.

### Elecciones municipales de 2023
En las elecciones municipales de 2023, El PP obtuvo mayoría absoluta tras 16 años en la oposición, obteniendo a 6 concejales, PSOE vio reducida su representación a 5 concejales, VOX se presentó por primera vez en Yeste y no obtuvo representación. Participó el 74.62 % de la población del censo. El Alcalde para la legislatura 2023-2027 es Santiago Alarcón Lozano.

## Patrimonio

### Castillo

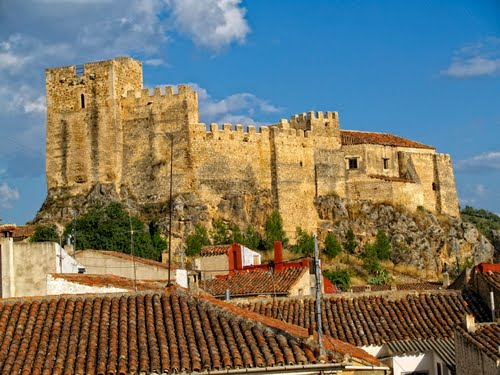
Castillo de Yeste.

El Castillo de Yeste está enclavado en lo alto de un promontorio, a los pies del cual se encuentra la villa. Este castillo es de origen musulmán del siglo XII perteneciendo más tarde a la Orden de Santiago.
Debido a las numerosas transformaciones sufridas entre los siglos XV y XVI ofrece un aspecto sólido. Accediendo por la puerta de la torre del homenaje se observan los escudos en piedra de la Orden de Santiago y de la familia Figueroa. En el interior de la fortaleza destaca un patio de armas columnado de doble galería; la inferior con columnas de estilo gótico tardío y la superior construida en madera, en la cual se conserva una bella ventana con parteluz que presidía el salón principal del castillo. Es el único castillo de la Sierra.

### Iglesia de la Asunción
La parroquia de la Asunción es un edificio religioso que fue reconstruido a lo largo del siglo XVI. El conjunto arquitectónico está constituido por dos partes que corresponden a dos períodos distintos en la construcción. Una parte corresponde a la iglesia primera, cuya construcción se inició a finales del siglo XV y se realizó en un estilo gótico. La segunda parte fue construida perpendicularmente a la primera, con una portada de estilo renacentista.
Numerosas obras de escultura, pintura y retablos son guardados en la iglesia. Se conserva una imagen de María, del Calvario, el Crucificado del mismo, una de Jesús y otra de la Asunción, pertenecientes al retablo mayor (siglo XVI) actualmente desaparecido. Otro retablo es el de la Epifanía, de Pedro Orrente; conserva un excelente dorado y cuidada policromía.
En la nave gótica se pueden admirar dos buenos lienzos de Orrente, de 1627, uno de San José y el Niño y otro de la Purísima.

### Edificio del Concejo y pósito
La plaza del Concejo es una construcción del siglo XVI construida para servir de reunión a los oficiales del Concejo, para que los alcaldes de la villa administrasen justicia y para pósito o almacén de cereales. Actualmente mantiene una lonja sobre la que se encuentran dos escudos, uno de la villa de Yeste y el otro el escudo imperial de Carlos V.

### Convento de San Francisco

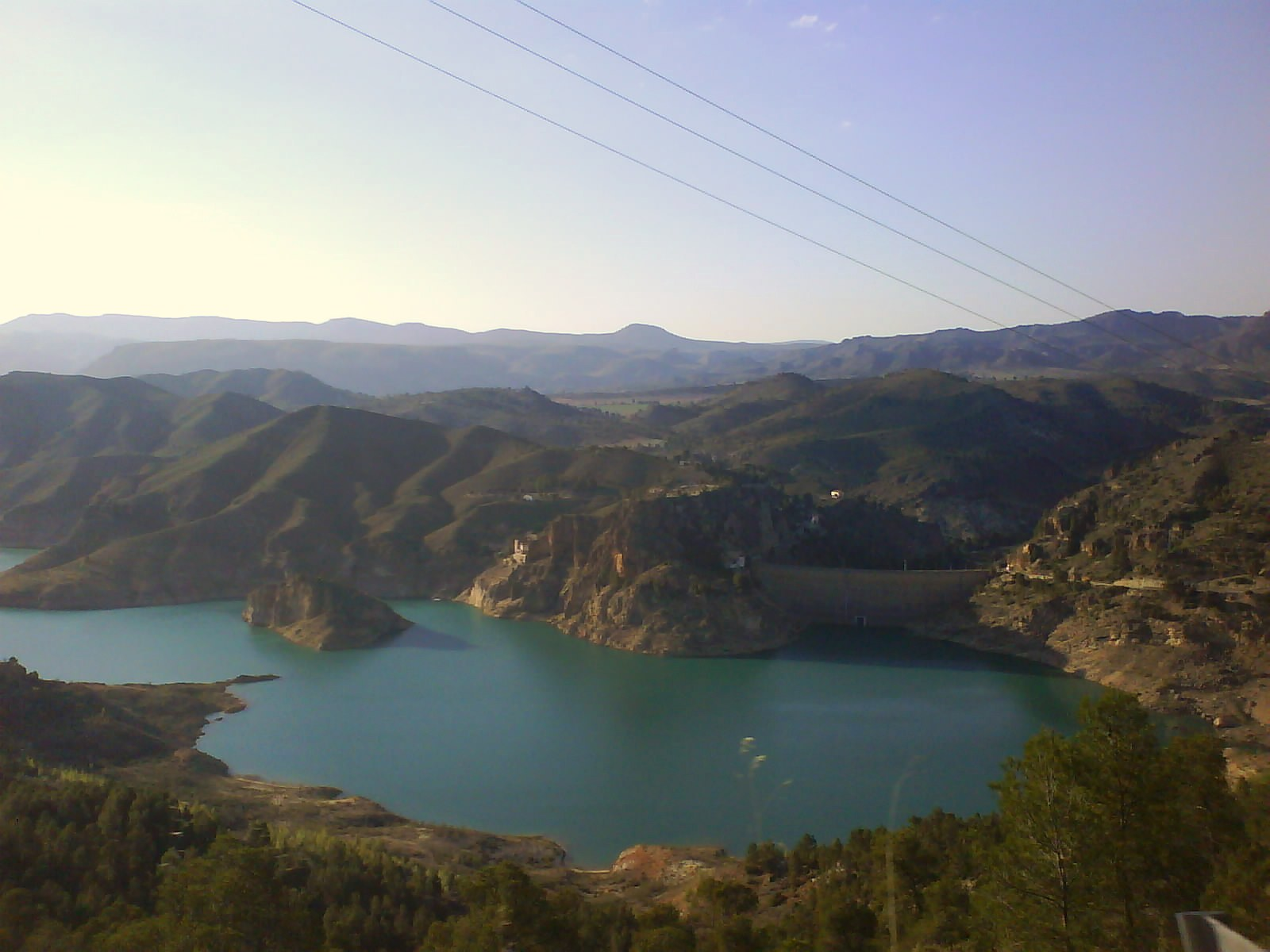
Vista del embalse de la Fuensanta

La construcción de este convento es obra de una comunidad de franciscanos descalzos que se establecieron el la villa de Yeste en el año 1618. Este convento, pese a sus numerosas reformas, conserva un claustro del siglo XVIII con recias arcadas sobre pilares en el cuerpo inferior y arcos más pequeños y sencillos, con balaustradas de madera, en el superior. La fachada consta de un pórtico de tres arcos, siendo el mayor el central.

### Otros monumentos
Otros monumentos de interés son los edificios religiosos de la Ermita de Santiago, quizá del siglo XVI, y la capilla privada de Pérez de Ayala. En lo referente a edificios civiles se ha de reseñar el edificio del ayuntamiento, de estilo renacentista, con las armas de Carlos V. Otro edificio a destacar es la Casa del Vicario, con un patio de columnas toscanas y zapatas de madera, la fachada se compone de una portada en piedra, con entrada adintelada y balcón rematado en un frontón triangular.

## Patrimonio inmaterial

### San Bartolomé

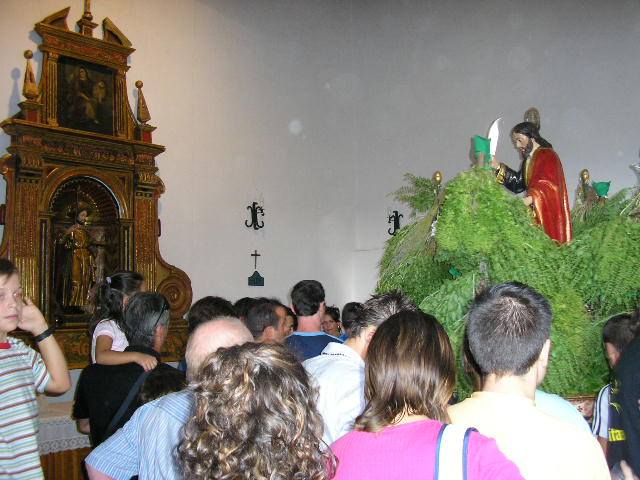
San Bartolomé saliendo de la iglesia de la Asunción

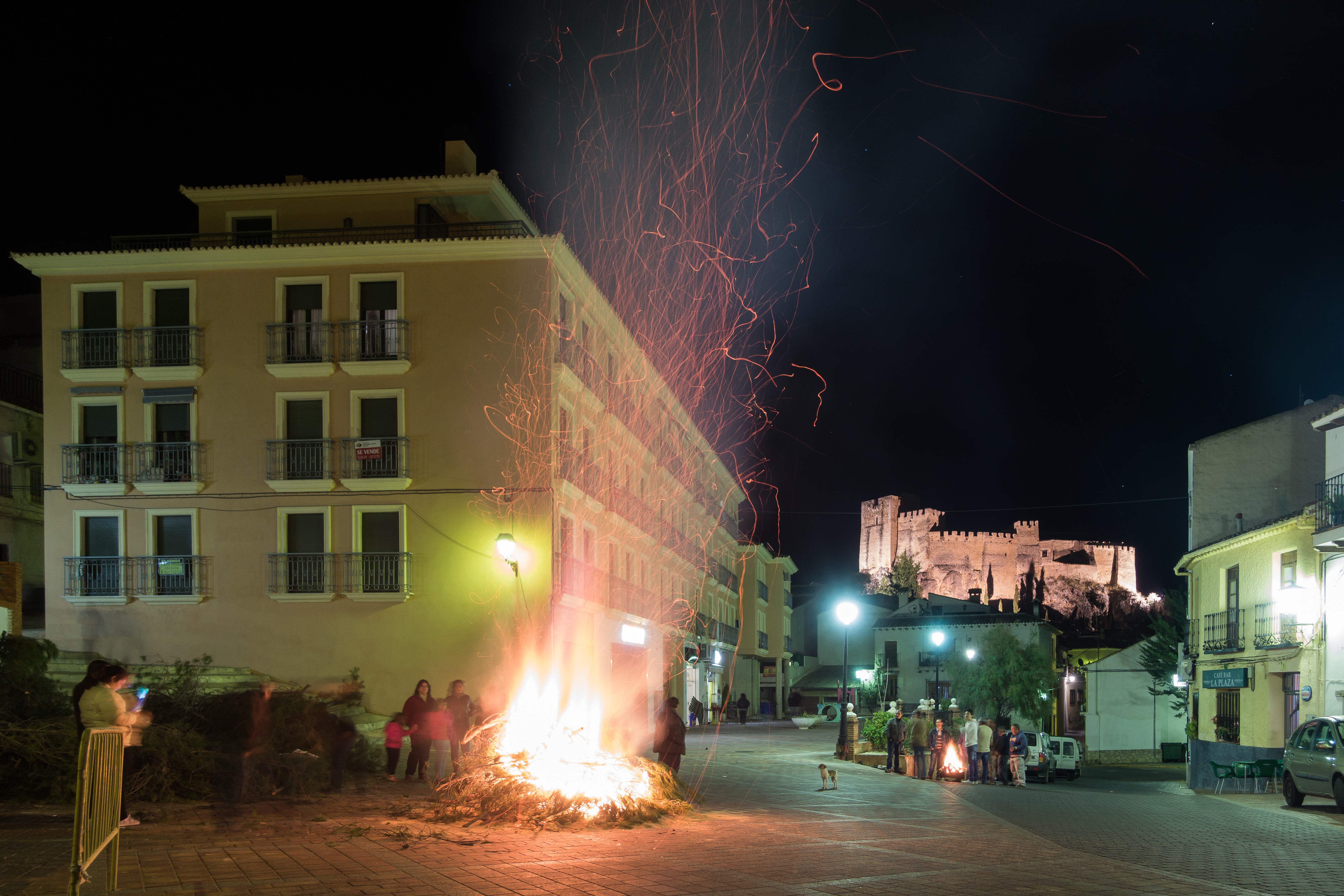
Celebración de Santa Lucía

Yeste celebra sus Fiestas Patronales del 22 al 26 de agosto en honor a San Bartolomé. Destacamos entre sus actos festivos Llano Majano (22 agosto) donde la cuerva, la sandía y el pisto se dan cita para pasar una tarde sin igual. Cabe destacar la noche más emocionante del año.
Los encierros se celebran del día 23 al día 26 de agosto, a las 11 de la mañana. El recorrido empieza en Llano Majano (a 3 km del pueblo), y continua por la calle de la Feria, la calle Ancha, y finaliza en la plaza de la Corredera, donde se torean a las reses.
Por las tardes, hay espectáculos taurinos, tales como recortadores o toreros, en la plaza de la Corredera.
Por las noches, hay verbenas donde actúan grupos musicales. Estas son celebradas en el Polideportivo Municipal, en el centro del pueblo.
En la plaza del Convento, hay puestos, que imitan un mercadillo.
La Romería de San Bartolomé es celebrada la madrugada del 23 al 24 de agosto. La noche comienza con una Misa celebrada en la iglesia de la Asunción. Tras ésta, comienza la ascensión de San Bartolomé envuelto en alhábega. El recorrido es desde la iglesia hasta la ermita de San Bartolomé (recorrido de 1,5 km). Durante la subida del santo, se encienden hogueras en el monte, se tiran fuegos artificiales, y la banda de música toca la Diana de Yeste. Al llegar, se guarda al santo en su capilla. Acto seguido, se disfruta del concierto de artistas conocidos.

### San Juan
Se celebran en el barrio de San Juan el 23 y 24 de junio.

### Fiesta de Santiago
La festividad de Santiago tiene lugar el último fin de semana de julio.

### Feria de Tradiciones
Es celebrada el último fin de semana de octubre. Se trabaja con la intención de mantener las costumbres, cultura y raíces del municipio. Los oficios artesanos, la gastronomía, feria ganadera y encuentro de cuadrillas hacen de esta feria una de las más visitadas y populares de Castilla-La Mancha. Ha sido nombrada de Interés Turístico Regional.

## Gastronomía
Entre las comidas tradicionales del municipio destacan el ajo pringue, los andrajos, hojuelas, migas y el potaje Bochero (de Boche, a 4 km de Yeste).

## Deporte
Algunos de los deportes que se pueden practicar son equitación, escalada, senderismo, BTT, piragüismo. Además, Yeste cuenta con rutas señalizadas a nivel municipal (Ruta de las Atalayas, el Calar del Mundo, el Puente del Vizcaíno, etc.), y rutas de gran recorrido (GR) que pasan por distintos puntos del territorio, así como alguna ruta perteneciente al parque natural.
Varias competiciones deportivas de trail y ciclismo son organizadas en distintas épocas del año en Yeste.